# Brent Emery
Pour les articles homonymes, voir Emery.
Brent Emery (né le 15 septembre 1957 à Milwaukee) est un coureur cycliste américain. Il a notamment été médaillé d'argent de la poursuite par équipes aux Jeux olympiques de 1984.

## Palmarès

### Jeux olympiques
- Los Angeles 1984
  -  Médaillé d'argent de la poursuite par équipes

### Championnats des États-Unis
- 1980
  -  Champion des États-Unis du kilomètre
- 1981
  -  Champion des États-Unis du kilomètre
  - 2e de la course aux points

## Palmarès sur route
- 1977
  - Moline Criterium
- 1981
  - 10e étape du Tour du Chili